# Centre de curling de Gangneung
Le Centre de curling de Gangneung (en coréen : 강릉 실내 빙상경기장 / Gangneung indoor ice skating arena) est un équipement sportif de Gangneung, en Corée du Sud.
Il s'agit de la seule installation préexistante parmi les patinoires du pôle côtier de Gangneung. Elle a accueilli les épreuves de curling des Jeux olympiques d'hiver de 2018 et des Jeux paralympiques d'hiver de 2018.  Elle a été rénovée d'octobre 2015 à octobre 2016 en préparation des Jeux.
- Capacité: 3 500 places.

Il a déjà accueilli le Championnat du monde de curling féminin 2009.